# こばやしひよこ
こばやし ひよこ（11月14日 - ）は、日本の漫画家、イラストレーター。

## 人物
- 11月14日生まれ。A型。かわいいもの研究家[1]。
- 好物は、焼酎・干し貝柱・ゆでたまご[2]。
- 無類のアイドル好きで、モーニング娘。、アンジュルムから篠崎愛、Perfumeなどその好みは多岐にわたる。ライブにも足しげく通っていて、その様子をブログなどで報告している。なお、アンジュルムにおいては週刊ヤングマガジンの目次巻末コメントで毎号そのグループの魅力を語っている（同誌の巻末コメントの中では1番の長文である）。
- 猫好きで作品の中にたびたび猫が登場する。
- 昭和ドラマや古い日本映画、時代劇を好んでいる[3]。
- プロレスラーの中西学の大ファン。

## 作品リスト

### 漫画
- でぃすぱっち!（講談社、『ヤングマガジンアッパーズ』、全2巻）
- PERIDOT（講談社、『ヤングマガジンアッパーズ』、全6巻）
- おくさまは女子高生（集英社、『週刊ヤングジャンプ』、全13巻）
- バカとボイン（集英社、『週刊ヤングジャンプ』→『月刊ヤングジャンプ』、全5巻）
- アディティア（講談社、『月刊ドラゴンマガジン』掲載・未完）
- Oui Chef!（原作：城アラキ、集英社、『スーパージャンプ』特別編集2011年2月25日増刊号『まんぷくジャンプ』→『グランドジャンプPREMIUM』、既刊1巻）
- ハンツー×トラッシュ（講談社、『週刊ヤングマガジン』、2012年33号 - 2020年6号、全18巻）
- 南国育ちin沖縄〜恋のストーリー〜（原作：平和、講談社、『月刊ヤングマガジン』、2017年12月号 - 不明）

### 短編読切作品
- 会社クラッシャー野乃沢みなみ（集英社、『週刊プレイボーイ』、2010年16号、袋とじカラー）[4]
- あすかは幼馴染み（集英社、『週刊ヤングジャンプ』、2010年20号、袋とじカラー8P）

### 画集
- HIYOKO VOICE（講談社、e-manga、全1巻）
- 2002年HIYOKO VOICEカレンダー（講談社、2001年12月） - 予約限定生産品
- オフセットリトグラフ （集英社）- 直筆サイン入りの限定生産品
- HIYOKO BRAND こばやしひよこ画集（集英社、2005年9月30日）

### ゲーム（キャラクターデザイン）
- きゃんきゃんバニー エクストラ（一部）
- 卒業II 〜Neo Generation〜
- リフレインラブ
- PRIME GIRL（イメージイラスト）[5]

### ゲーム（イラスト）
- ハイパートンネルズ&トロールズ ワンダリング・ドラグーン
- ダンジョンマスター セロンズ・クエスト - パッケージ（ジャケット）イラスト

### 挿絵
- マル勝PCエンジン - 各記事のイラスト。
- 東北呪禁道士（富士見ファンタジア文庫） - 大林健司による小説。
- 蓬萊学園RPG―蓬莱83分署（富士見ドラゴンブック）
- おくさまは女子高生（スーパーダッシュ文庫） - 原作の小説化。著作者館山緑。